# Rundstrecken-Challenge Nürburgring
Die Rundstrecken-Challenge Nürburgring, vormals Castrol-Haugg-Cup, gilt als Deutschlands älteste Serie für Tourenwagen-Motorsport. Sie wird seit den frühen 1960er-Jahren ausgetragen, vornehmlich auf der Nürburgring-Nordschleife, und jeweils über eine Gesamtdistanz von mehr als 300 km.
Es handelt sich um eine Leistungsprüfung. Ähnlich wie bei Rallyes wird in Sprintrunden gegen die Uhr gefahren und nicht um Positionen auf der Strecke gekämpft, was das Risiko von Kollisionen verringert und die Kosten senkt. Zudem können Boxenstopps für Wechsel von Fahrer oder Reifen in den Maximalzeit-Runden fast ohne Zeitdruck vorgenommen werden, wodurch weniger Personal zur Unterstützung nötig ist. Außer den Runden auf Bestzeit gibt es auch Runden auf Sollzeit, in denen eine zuvor als Setzzeit bestimmte Rundenzeit eingehalten ("bestätigt") werden muss. Abweichungen außerhalb der Toleranz werden mit dem Faktor zehn als Strafsekunden angerechnet, was bei unregelmäßiger Fahrweise oder beispielsweise bei Regen die Wertung stark beeinflussen kann.
Organisiert werden die acht Saisonrennen von verschiedenen Motorsportclubs, die sich zum Rundstrecken-Challenge Nürburgring e. V. (RCN) zusammengeschlossen haben. Eines der Rennen jeder Saison erfolgt traditionell im Rahmenprogramm des 24-Stunden-Rennens.

## Geschichte
Viele Jahre lang wurde die Rennserie von den Unternehmen Castrol und AVA-HAUGG gesponsert und hieß bis zum Jahre 2006 deswegen auch Castrol-HAUGG-Cup (CHC). Seither haben sich die Sponsorenaktivitäten allerdings verschoben, sodass die Serie seit 2007 ihren aktuellen Namen hat. Hauptsponsor seit 2007 ist die BMW Driving Experience, eine GmbH zur Durchführung von Fahrertrainings innerhalb des BMW-Konzerns.

## Sportliches Reglement
Die meisten Läufe der RCN werden auf der 20,832 km langen Nürburgring-Nordschleife ausgetragen. Gleichzeitig kann auf der benachbarten Grand-Prix-Strecke eine andere Veranstaltung stattfinden (sofern dies nicht gerade Formel 1 ist), so dass die Streckenmiete und somit die Nenngebühr (ca. 600 Euro) niedriger ist. Dabei steht jedoch nur die kleine Boxengasse an der Tribüne 13 zur Verfügung. Diese Veranstaltungen finden fast immer an einem Samstag-Nachmittag statt, meistens im Anschluss an die Gleichmäßigkeitsprüfung (GLP), die vom gleichen Veranstalter organisiert wird. Normalerweise wird ein Lauf pro Jahr auf der Grand-Prix-Version des Nürburgrings gefahren, und falls möglich, einer in Spa-Francorchamps (Belgien) veranstaltet. Erstmals in der Saison 2012 fand ein Lauf auf dem EuroSpeedway Lausitz statt. Das Saison-Highlight ist der Lauf am Donnerstag (Feiertag in einigen deutschen Bundesländern) vor dem 24-Stunden-Rennen auf dem Nürburgring. Seit 2012 findet ein Abschlussrennen statt, Dauer drei Stunden (2017 erstmals vier Stunden). Das Abschlussrennen zählt nicht als Wertungslauf. Das Rennen besteht aus einem Zeittraining, der Startaufstellung, einer Einführungsrunde und dem eigentlichen Rennen.
Die Veranstaltung ist vom DMSB als Leistungsprüfung 200 km (LP200) definiert, was bedeutet, dass nicht alle Fahrzeuge gleichzeitig starten, sondern dass die Fahrzeuge in einem Abstand von 5 Sekunden einzeln starten und nicht um Positionen gekämpft wird, sondern gegen die Uhr. Dies reduziert das Risiko von Unfällen, zudem entfällt das Zeittraining zur Bestimmung der Startaufstellung. Die Gesamtdistanz beträgt 312,45 km (15 Runden à 20,83 km), ist somit größer als bei einem Formel-1-Grand-Prix. Die 15 Runden bei einer Leistungsprüfung rein auf der Nürburgring Nordschleife unterteilen sich in drei Arten von Runden:
- 10 Sprintrunden auf Bestzeit
- 2 Runden auf Sollzeit (mit ±10 Sekunden Karenz)
- 3 Runden auf Maximalzeit, für Tankpause und Auslauf

Bei Veranstaltungen in der Kombination Nürburgring Nordschleife mit GP-Sprintstrecke unterteilen sich die Runden wie folgt:
- 8 Sprintrunden auf Bestzeit
- 2 Runden auf Sollzeit
- 3 Runden auf Maximalzeit, für Tankpause und Auslauf

Überschreitet oder unterschreitet ein Teilnehmer die Zeitlimits, so werden pro Sekunde 10 Strafsekunden berechnet. Ungeschickte oder undisziplinierte Fahrer können sich so ihre Siegchancen leicht verderben. Im Lauf der letzten Jahre hat sich der Schwerpunkt verlagert, von der früheren Gleichmäßigkeitsprüfung (GLP) mit wenigen Sprintrunden auf die aktuelle Rennveranstaltung mit wenigen sowie großzügigen Sollzeitvorgaben. Beginnend mit der Saison 2012 findet auch ein reines Rennen mit fliegendem Start und ohne jegliche Sollzeitrunden statt. Eine reine GLP wird inzwischen separat vom gleichen Veranstalter durchgeführt.
Auch in der RCN-Light (früher Michaela-Lochmann-Trophy) werden die Rennfahrzeuge einzeln gestartet und fahren ebenso nicht um Positionen, sondern gegen die Uhr. Hier beträgt die Distanz jedoch 8 Runden:
- 2 Runden auf Sollzeit (mit ±10 Sekunden Karenz)
- 1 Runde als Setzzeit
- 4 Runde auf Bestzeit
- 1 Runde auf Maximalzeit für Auslauf

In der Michaele-Lochmann-Trophy wurde mehr auf Gleichmäßigkeit gefahren.
Punkte werden innerhalb der Klasse verteilt, wobei der Sieger gemäß der im Breitensport üblichen Verteilungsformel je nach Starterzahl knapp 10 Punkte bekommt, ein Mittelfeldplatzierter ca. 5 Punkte, ein Hinterbänkler ca. 1 Punkt, Ausgeschiedene keine Punkte. Bei fünf Teilnehmern etwa: 9 Punkte für den Sieger, dann 7, 5, 3, 1. So erzielen die Sieger der stark besetzten Klassen die meisten Punkte, wodurch der Meister oft auf einem kostengünstigen Fahrzeug gegen viele andere unterwegs ist. Der Einsatz eines hochkarätigen Porsche kann den Tagesgesamtsieg ermöglichen, jedoch mangels Konkurrenz kaum Punkte für die Meisterschaft erzielen.

## Technisches Reglement
Erforderlich ist ein Fahrzeug, das mindestens mit Überrollkäfig, Feuerlöscher, Not-Aus-Schaltung und Splitterschutz für die Fenster ausgestattet ist. Neben straßenzugelassenen bzw. noch zulassungsfähigen Fahrzeugen nehmen auch reine Rennwagen teil. Zugelassen sind Fahrzeuge der Gruppen RCN-Produktionswagen, RCN-Spezial, F, H, sowie CUP Klassen. Ab der Saison 2018 ist ein Einheitsreifen des Reifenherstellers Hankook Pflicht.

## Alle Meister seit 1990 auf einen Blick
| Jahr | Team/Fahrzeug                                                                       | Team/Fahrzeug                                                                             |
| ---- | ----------------------------------------------------------------------------------- | ----------------------------------------------------------------------------------------- |
| 2024 | RCN: Daniel Ostermann/Nick Deißler (Schweich-Issel/Obertshausen) BMW 330i           | RCN light: Markus Funke (Lippstadt) Renault Clio                                          |
| 2023 | RCN: Joel Meili (CH-Russikon) Renault Megane/BMW 325i                               | RCN light: Michael Vogeltanz (Weinstadt) Renault Clio RS                                  |
| 2022 | RCN: Daniel Ostermann/Oskar Sandberg (Schweich-Issel, Adenau) BMW 330i              | RCN light: Lukas Swiontek (Jüchen) Renault Clio Cup                                       |
| 2021 | RCN: Dario Stanco (CH-Winterthur) Seat Leon/Audi RS3                                | RCN light: Henning Hausmeier (Rheine) BMW M3                                              |
| 2020 | RCN: Dr. Dr. Stein Tveten (Bad Honnef) BMW 325i                                     | RCN light: Henning Hausmeier (Rheine) BMW M3                                              |
| 2019 | RCN: Kevin Totz (Brakel) BMW 325i/M3                                                | RCN light: Andrea Heim (Gronau), Renault Clio                                             |
| 2018 | RCN: Matthias Unger/Christopher Rink (Heusenstamm/Frankfurt) BMW 325i               | RCN light: Andrea Heim (Gronau) Renault Clio                                              |
| 2017 | RCN: Ludger Henrich (Schmitten), Opel Astra GSI                                     | RCN light: Andrea Heim (Gronau), Renault Clio                                             |
| 2016 | RCN: Alexander Fielenbach (Lohmar), Toyota GT86/BMW                                 | RCN light: Volker Geburek (Rommerskirchen), BMW 318is                                     |
| 2015 | RCN: Christian Büllesbach (Königswinter), BMW Z4                                    | RCN light: Daniel Havermans (Prümzurlay), Honda Integra                                   |
| 2014 | RCN: Christian Büllesbach (Königswinter), BMW Z4                                    | RCN light: Daniel Havermans/Michael Schnatmeyer (Prümzurlay/Hiddenhausen), VW Golf I      |
| 2013 | RCN: Stefan Schmickler/Christian Scherer (Bad Neuenahr/Bad Neuenahr), BMW E36 318is | RCN light: Dominik Raubuch (Castrop-Rauxel), MSC Ruhr-Blitz Bochum, BMW E36 318ti Compact |
| 2012 | RCN: Claudius Karch (Mannheim), Mathol Racing, Porsche Cayman R                     | RCN light: Marc Roitzheim, Ahrtal-Motorsport, BMW E36 3.25i                               |
| 2011 | RCN: Guido Schuchert (Dorsten), Orange Green Racing Team, BMW M3                    | RCN light: Andreas Greineder (Fürstenzell), Honda Civic Type-R                            |
| 2010 | RCN: Ludger Henrich (Schmitten) Opel Astra F                                        | RCN light: Andrea Heim (Gronau) Renault Clio A                                            |
| 2009 | RCN: Ludger Henrich/Jürgen Schulten (Schmitten/Hamminkeln) Opel Astra F             | RCN light: Rainer Geppert (Reichshof) Opel Kadett                                         |
| 2008 | RCN: Hans-Rolf Salzer (Alpenrod) BMW M3                                             | MLT: Holger Träger/Karl-Heinz Zammert (Bochum/Düsseldorf) VW Golf GTi                     |
| 2007 | RCN: Ludger Henrich/Jürgen Schulten (Schmitten/Hamminkeln) Honda Civic Type-R       | MLT: Gerhard Diel (Wermelskirchen) Opel Astra GSi                                         |
| 2006 | RCN: Hans-Rolf Salzer (Alpenrod) BMW M3                                             | MLT: Holger Träger/Karl-Heinz Zammert (Bochum/Düsseldorf) VW Golf GTi                     |
| 2005 | RCN: Ludger Henrich/Jürgen Schulten (Schmitten/Hamminkeln) Opel Corsa Sport         | MLT: Christof Degener/Dirk Kehrberg (Hattingen/Bochum) VW Golf GTi                        |
| 2004 | RCN: Jörg Weber (Kehrig) Ford Escort RS2000                                         | MLT: Holger Träger (Bochum) VW Golf GTi                                                   |
| 2003 | RCN: Ulrich Ehret (Buchen) BMW 318iS                                                | MLT: Christof Degener (Hattingen) VW Golf GTi                                             |
| 2002 | RCN: Thomas Imig/Petra Dams (Mönchengladbach/Düsseldorf) VW Golf GTi                | Light: Jörg Kosmalla/Kerstin Kosmalla (Köln) Opel Corsa                                   |
| 2001 | Maic Winter (Dingden) Opel Astra GSi                                                |                                                                                           |
| 2000 | Jürgen Schulten (Hamminkeln) Opel Astra/Opel Calibra                                |                                                                                           |
| 1999 | Frank-Dieter Lohmann (Freudenberg) Ford Escort Cosworth                             |                                                                                           |
| 1998 | RCN: Mark-Oliver Burghardt/Jens Kolodzey (Duisburg) Opel Manta 16V                  | MLT: Jochen Kaiser/Oliver Koppitz (Hürth) Opel Calibra 16V                                |
| 1997 | RCN: Mark-Oliver Burghardt/Jens Kolodzey (Duisburg) Opel Manta 16V                  | MLT: Thorsten Birawsky/Marco Birawsky (Plochingen) Ford Capri                             |
| 1996 | RCN: Mark-Oliver Burghardt/Jens Kolodzey (Duisburg) Opel Manta 16V                  | Nat.: Carsten Burmeister/Oliver Heise (Krummesee) Opel Astra GSi                          |
| 1995 | Int.: Walter Schneider (Herschbroich) VW Golf GTi                                   | Nat.: Günter Kalsdorf/Günter Deus (Wülfrath/Wuppertal) Toyota Celica                      |
| 1994 | Int.: Robert Güntzel (Herscheid) VW Golf GTi                                        | Nat.: Wilfried Thal/Horst Wippersteg (Wülfrath) Porsche 911 Carrera                       |
| 1993 | Int.: Franz Claer (Eschweiler) Suzuki Swift                                         | Nat.: Frank Aistermann/Jürgen Langkau (Gütersloh) Opel Kadett E                           |
| 1992 | Int.: Walter Schneider (Herschbroich) VW Golf GTi                                   | Nat.: Frank Aistermann/Jürgen Langkau (Gütersloh) Opel Kadett E                           |
| 1991 | Int.: Walter Schneider (Herschbroich) VW Golf GTi                                   | Nat. Herbert Schilling/Erich Löhrer (Bornheim) Audi 80                                    |
| 1990 | Int.: Walter Schneider (Herschbroich) VW Golf GTi                                   | Nat. Herbert Schilling/Erich Löhrer (Bornheim) Audi 80                                    |